# Massillargues-Attuech
Massillargues-Attuech – miejscowość i gmina we Francji, w regionie Oksytania, w departamencie Gard.
Według danych na rok 1990 gminę zamieszkiwało 419 osób, a gęstość zaludnienia wynosiła 67 osób/km² (wśród 1545 gmin Langwedocji-Roussillon Massillargues-Attuech plasuje się na 555. miejscu pod względem liczby ludności, natomiast pod względem powierzchni na miejscu 949.).